# Anders Arborelius
Anders Arborelius (Sorengo, 24. rujna 1949.) švedski je kardinal i stockholmski biskup, ujedno i prvi katolički biskup iz Švedske imenovan kardinalom.

## Životopis
Rođen je 24. rujna 1949. u švicarskom gradiću Sorengo blizu Lugana i talijanske granice, u švedskoj obitelji. Odrastao je u Lundu u Skaniji na jugu Švedske te je odgojen u tradicionalnom luteranstvu. Zbog svoje otvorenosti prema drugim vjeroispovijestima, kao osamnaestogodišnjak upoznao se s katoličanstvom, na koje se i obratio godinu i pol kasnije. Kao razlog obraćenja naveo je kako je u Katoličkoj Crkvi »prepoznao istinu koja mu je darovana.«
Isprva je želio biti dijecezanski svećenik, ali nakon što je pročitao autobiografiju Svete Male Terezije od Djeteta Isusa Povijest jedne duše odlučuje pristupiti bosonogim karmelićanima. Dvije godine nakon obraćenja, 1971., pristupio je redu ulaskom u samostan u Norrabyu. Doživotne redovničke zavjete položio je u belgijskom Bruggeu, gdje je obranio doktorat iz filozofije i bogoslovlja. Studirao je svjetske jezike na Lundskom sveučilištu.
Za svećenika je zaređen u Malmöu 1979. godine, a 19 godina kasnije papa Ivan Pavao II. imenuje ga stockholmskik biskupom i nasljednikom Hubertusa Brandenburga, koji ga je i imenovao svećenikom.